# Monte Cildá

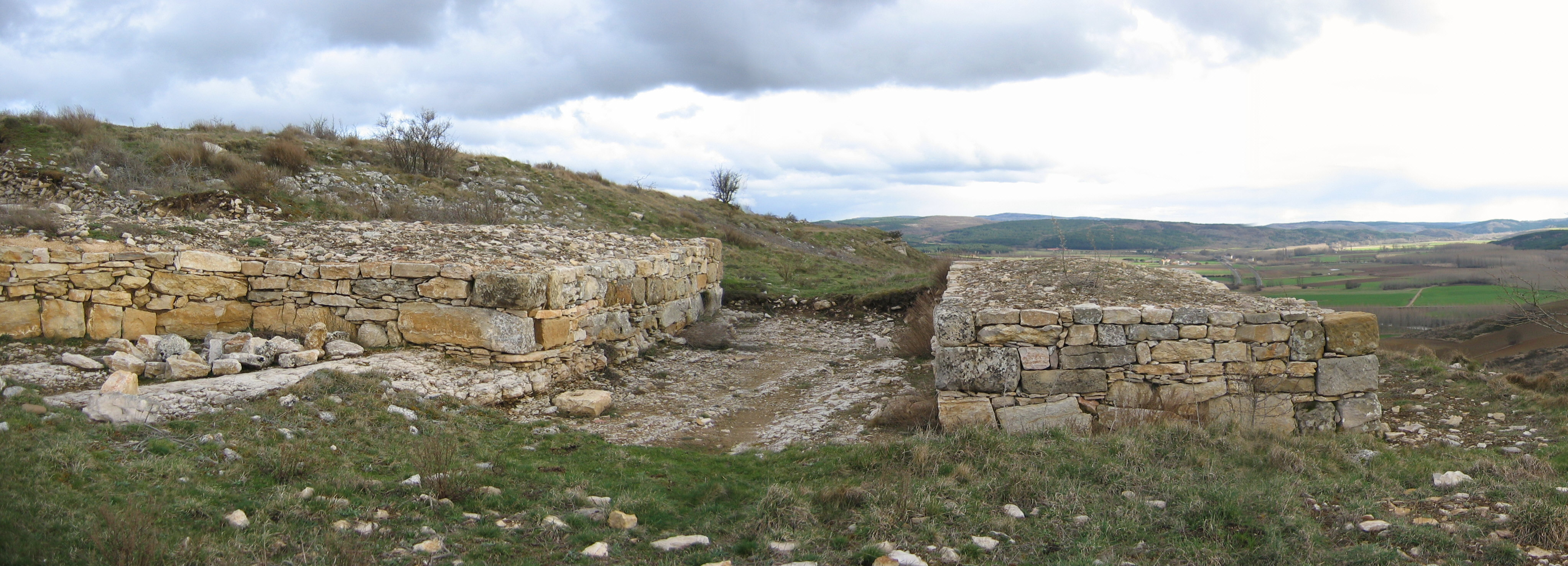
Monte Cildá

Der Monte Cildá ist ein Berg beim Dorf Olleros de Pisuerga, in der Gemeinde Aguilar de Campo im Norden der Provinz Palencia in Spanien. 
Hier wurden archäologische Reste von Siedlungen der eisenzeitlichen Kantabrier, der Römer und der Westgoten gefunden. Einige Forscher halten Monte Cildá für Reste der kantabrischen Stadt Vellica, die etwa 25 v. Chr. der Ort einer Schlacht gegen die Römer unter Kaiser Augustus war (siehe Kantabrischer Krieg). Es wurde in der Römerzeit ein wichtiger Standort bekannt als Castro Cántabro de Monte Cildá.

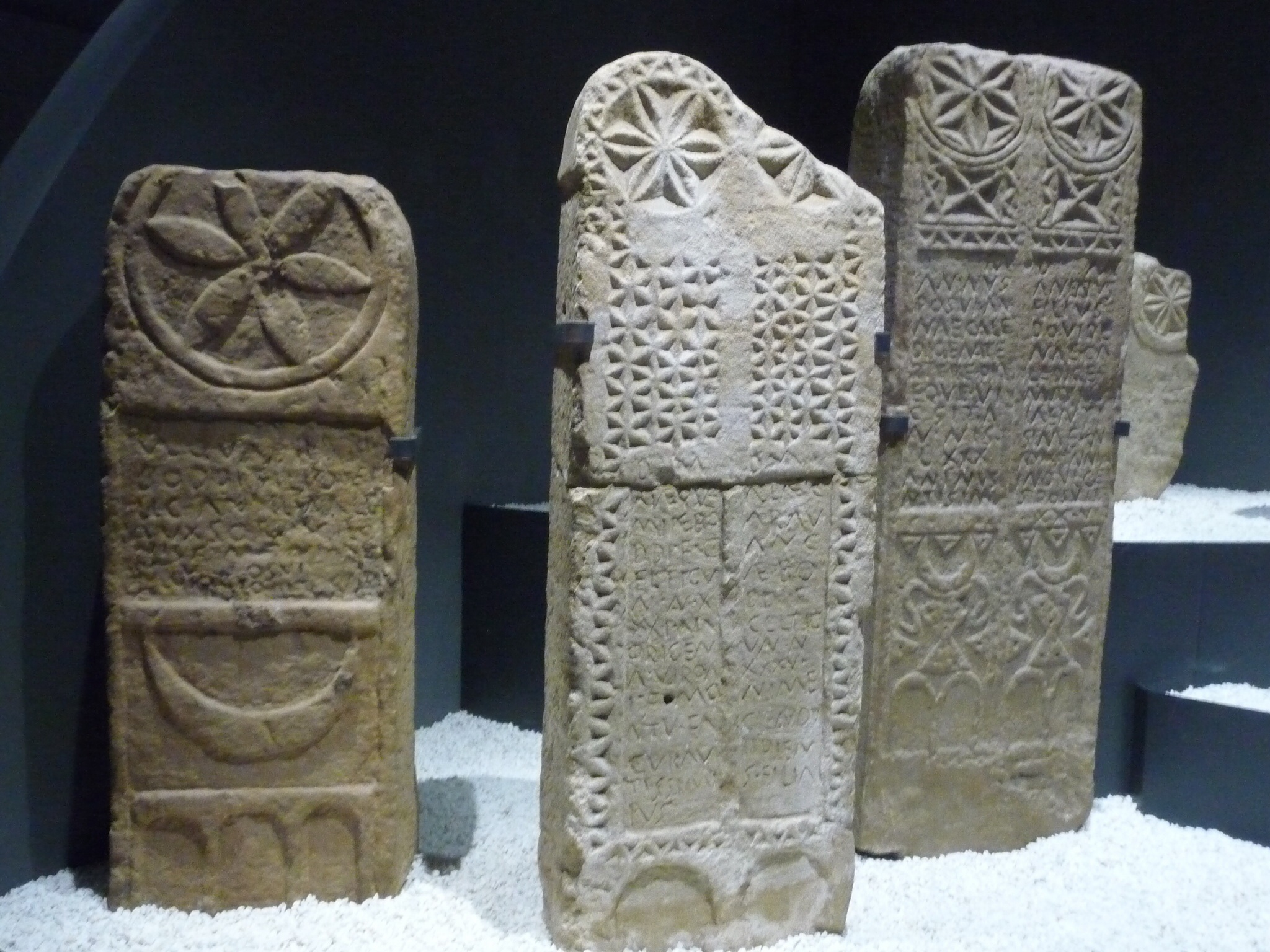
Stelen vom Monte Cildá

Ab dem 5. Jahrhundert n. Chr. begannen die germanischen Invasionen auf der Iberischen Halbinsel und hinterließen nur noch eine vage Erinnerung an das Römische Reich. 574 eroberte Leovigild, König der Westgoten, das römische Kantabrien und brachte Monte Cildá unter seiner Kontrolle.
Hier wurden bedeutende Grabstelen gefunden für die sechsflügelige Propeller (spanisch hélices) typisch sind.